# Lierre d'Irlande
Pour les articles homonymes, voir Lierre.
Sous-espèce
Classification phylogénétique
Le lierre d'Irlande (Hedera helix subsp. hibernica ou Hedera hibernica (Kirchn.) Bean) est une sous-espèce de plantes à fleurs de la famille des Araliaceae. C'est une forme tétraploïde du lierre commun, avec donc 96 chromosomes au lieu de 48.